# Lluís Porqueras
Lluís Porqueras (Barcelona, 1930 - 2018). Dissenyador industrial.
Estudia uns cursos d'arquitectura i s'inicia en aquest camp restaurant masies. El 1965 funda l'empresa Stoa que es dedicarà a la producció tant de dissenys propis com d'altres, d'entre els quals destaquen alguns llums d'Enric Franch. El 1979, juntament amb Jaume Vaquero, funda l'empresa d'il·luminació Vapor.
Malgrat el fracàs empresarial d'aquesta companyia, alguns dels seus dissenys encara es troben en producció, ja que el 1995 Marset adquireix el catàleg de Vapor. A més de llums per a la seva empresa col·laborarà amb altres companyies com Mobles 114 o Santa & Cole. Posteriorment, Porqueras treballa durant tres anys per a Targetti en la creació d'una col·lecció de llums.
El 1998 crea juntament amb Cristian Diez un estudi de projectes des d'on assessoren empreses com Eva Luz i des del 2003 realitza dissenys per a la companyia Bover iluminación.
Entre els seus dissenys cal destacar el llum de suspensió Claris (1992) o el piló Finisterre (1992), realitzat amb la col·laboració de Joan Gaspar.